# Elezioni parlamentari in Iraq del dicembre 2005
Le elezioni parlamentari in Iraq del dicembre 2005 si tennero il 15 dicembre per la scelta dei 275 componenti della Camera dei rappresentanti (Majlis al-Watani). Esse facevano seguito alle elezioni del 31 gennaio 2005 per l'Assemblea nazionale (con funzioni costituenti) e al referendum costituzionale del 15 ottobre.

## Sistema elettorale

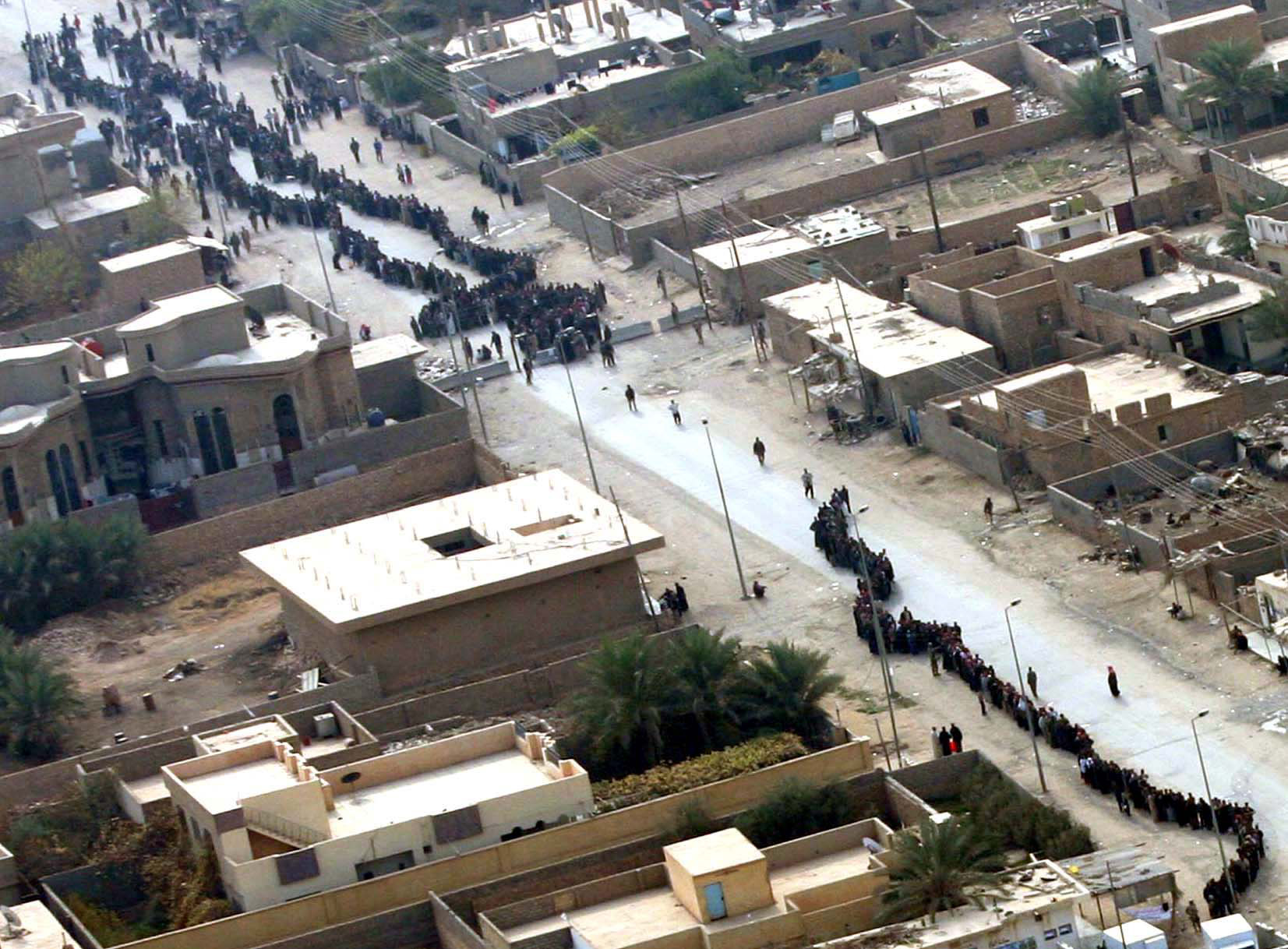
Iracheni in coda davanti ai seggi elettorali nella città a prevalenza sunnita di Husaybah, durante le elezioni nazionali del 15 dicembre 2005. Solo poche settimane prima, i marines e l'esercito statunitense hanno combattuto contro gli insorti in questa città situata presso il confine siriano.

Almeno un terzo dei candidati di ogni lista deve essere una donna. Il parlamento eletto il 31 gennaio del 2005 ha anche funzioni di assemblea costituente.
Anche queste elezioni si sono svolte con un sistema proporzionale, come quelle del 31 gennaio, ma usando un metodo più complicato di ripartizione dei seggi. 230 seggi su 275 sono stati suddivisi in 18 circoscrizioni corrispondenti ai governatorati, in proporzione al numero di elettori registrati nelle precedenti elezioni. Per ottenere seggi in un governatorato, occorre che una lista ottenga un numero sufficientemente alto di voti in quella circoscrizione. Questo modo di ripartire i voti è stato adottato per favorire una maggiore rappresentanza dei sunniti in caso di un nuovo boicottaggio. Alle elezioni di gennaio infatti, gran parte degli elettori sunniti non aveva partecipato, secondo le indicazioni dei loro principali partiti, risultando sottorappresentati all'assemblea costituente. In queste elezioni invece, per fare un esempio, nella provincia di Anbar a grande predominanza sunnita, nonostante una affluenza più bassa della media delle altre province sono stati eletti in ogni caso 9 deputati.
I rimanenti 45 deputati, vengono ripartiti a livello nazionale, compresi i voti dei residenti all'estero, e distribuiti in primo luogo tra le liste che eventualmente raggiungano 1/275 dei voti totali (circa 0,36%) senza aver ottenuto seggi nei governatorati (“seggi compensatori”); quindi, se rimangono dei seggi non assegnati, vengono distribuiti in proporzione ai voti ottenuti dalle liste più votate a livello nazionale (ad es., se rimangono 44 seggi, vengono assegnati alle liste che ottengono grosso modo più della metà di 1/44 dei voti).
Il 25% dei seggi deve essere occupato da donne.

## Affluenza
Per quanto riguarda l'affluenza al voto, c'è stato ancora una volta un elevato afflusso di elettori ai seggi nelle province a maggioranza curda, un forte incremento dell'affluenza anche nelle province a maggioranza sunnita, visto che i principali partiti sunniti questa volta non hanno boicottato il voto, e un'affluenza abbastanza elevata anche nelle province a maggioranza sciita, anche se in queste ultime c'è stata una flessione rispetto alle elezioni di gennaio. Di conseguenza, per via del sistema elettorale, in termini di seggi è stata un po' penalizzata l'Alleanza del Kurdistan, considerata l'affluenza elevata nelle province curde, mentre sono state favorite le principali coalizioni a maggioranza sciita, poiché la distribuzione dei seggi premia le liste che ottengono buoni risultati nei vari governatorati, anche dove l'affluenza non è elevata.

## Esito
I risultati provvisori furono resi noti il 20 gennaio 2006, mentre quelli definitivi il 10 febbraio 2006, a causa di ritardi dovuti alle accuse di irregolarità e frodi portate avanti dalle liste sunnite e da quella di Allawi.

### Sciiti
- l'Alleanza Irachena Unita (Watani), che raggruppa i principali partiti sciiti ed ha l'appoggio del Grande Ayatollah sciita Ali al-Sistani (benché questi abbia formalmente preferito mantenersi neutrale), ha ottenuto il 41% dei voti e 128 seggi, confermandosi come la principale formazione politica irachena. Nonostante l'incremento di voti, il suo peso percentuale si è ridotto del 7% per la partecipazione per la prima volta dei sunniti alle elezioni. La coalizione non ha raggiunto comunque la maggioranza assoluta dei seggi, ed avrà bisogno di ampie alleanze per governare, tanto più che la maggioranza costituzionale necessaria ad eleggere il Presidente della Repubblica e il primo ministro è quella di 2/3. La coalizione ha avuto alcune defezioni di scarso rilievo e l'aggiunta di piccoli partiti.
- la Lista Nazionale Irachena guidata dall'ex primo ministro ad interim Iyad Allawi, sciita e filo-americano, ma comprendente anche il Partito Comunista Iracheno, il Raggruppamento Repubblicano Iracheno, il liberale Adnan Pachachi, il leader sunnita tribale Ghazi Mashal Ajil al-Yawer ed altri partiti sciiti, sunniti e turcomanni, ha una connotazione laica e filo-occidentale, più dialogante verso gli insorti arabo-sunniti, ed è particolarmente avversata dagli sciiti filo-iraniani di Muqtada al-Sadr, una componente della AIU. La coalizione aveva ottenuto il 17% dei voti e 47 seggi in gennaio, mentre in dicembre soltanto l'8% dei voti e 25 seggi, perdendo circa mezzo milione di voti, ed ha accusato di frode elettorale le coalizioni avversarie sciita e curda.
- i Promotori del Messaggio (al-Risāliyyūn, “I Progressisti”), guidati dallo sceicco Abd al-Hadi al-Darraji, un collaboratore di Muqtada al-Sadr, raggruppa la frangia dei suoi seguaci contraria all'alleanza con la AIU. Essi hanno ottenuto l'1,2% dei voti e 2 seggi.
- la Lista del Congresso Nazionale Iracheno, guidata dal leader sciita laico filo-occidentale Ahmad Shalabi, e la Coalizione Islamica (Organizzazione di Azione Islamica, Raggruppamento dei Faili Islamici in Iraq, ecc.), di matrice sciita islamista, entrambe fuoriuscite dalla AIU, non hanno invece ottenuto alcun seggio.

### Curdi
- L'Alleanza del Kurdistan, coalizione dei principali partiti curdi, di ispirazione laica, ha ottenuto il 21,7% dei voti e 53 seggi; pur perdendo il 4% dei voti e 22 seggi rispetto a gennaio, confermando il suo ruolo essenziale per la formazione di una coalizione di governo.
- l'Unità Islamica del Kurdistan, composta di islamisti curdi, fuoriuscita dall'Alleanza, ha ottenuto l'1,3% dei voti e 5 seggi.

### Sunniti
I sunniti, dopo aver boicottato le elezioni di gennaio, si sono presentati per la prima volta alle elezioni di dicembre, anche se divisi in due coalizioni principali: 
- il Fronte dell'Accordo Iracheno guidato da Mohsen Abd al-Hamid e Adnan al-Dulaymi è dominato dal Partito Islamico Iracheno, di ispirazione islamista e legato alla Fratellanza Musulmana, rappresenta l'unica componente sunnita ad aver partecipato al processo costituente; pur essendo critico nei suoi confronti, è disposta ad accettarla a patto di emendamenti che diano più peso ai sunniti ed alla legge islamica. Esso ha ottenuto il 15% dei voti e 44 seggi.
- il Fronte Iracheno di Dialogo Nazionale guidato da Salah al-Mutlak rappresenta invece la parte laica legata all'eredità del Ba'th, radicalmente critica verso la costituzione, soprattutto per quanto riguarda il federalismo e la ripartizione delle risorse petrolifere sfavorevole alla regione sunnita[3]. Esso ha ottenuto il 4% dei voti e 11 seggi, ma è accusato dalla CIU di connivenza con i terroristi[4].
- il Raggruppamento di Riconciliazione e Liberazione, guidato dal sunnita Mishaane al-Juburi, ha ottenuto l'1,1% dei voti e 3 seggi,
- la Lista per la Nazione Irachena, guidata da Mitāl al-Ālūsī, sunnita liberale e filo-occidentale, ha ottenuto un seggio nella circoscrizione di Baghdad.

### Minoranze
- Fronte Turcomanno Iracheno, rappresenta la minoranza sunnita turcomanna, ha ottenuto 1 seggio rispetto ai 3 di gennaio; va notato che nel periodo elettorale erano in corso operazioni militari nella città turcomanna di Tal Afar impedendo il voto[5].
- Lista del Rafidayn o “Lista della Mesopotamia”, guidata da Yonadim Kana, rappresentante le minoranze cristiane assira e caldea, già presente nel Consiglio di governo iracheno, ha ottenuto una percentuale dello 0,4%.
- Movimento dei Yazidi per il Progresso e la Riforma, rappresenta la minoranza etnico-religiosa Yazida, affine ai curdi, presente in particolare nell'area di Sinjar, ha ottenuto un seggio nel governatorato di Mosul[6].

## Risultati
| Liste                                                                                    | Ideologia                  | Voti      | %     | Seggi | +/- seggi |
| ---------------------------------------------------------------------------------------- | -------------------------- | --------- | ----- | ----- | --------- |
| Alleanza Irachena Unita (al-Iʿtilāf al-ʿIrāqī al-Muwahhid)                               | Sciiti islamici moderati   | 5.021.137 | 41,19 | 128   | -12       |
| Alleanza Patriottica Democratica del Kurdistan (al-Tahalluf al-Kurdistānī)               | Curdi laici                | 2.642.172 | 21,67 | 53    | -22       |
| Fronte dell'Accordo Iracheno (Jabha al-Tawaffuq al-ʿIrāqiyya)                            | Sunniti moderati           | 1.840.216 | 15,09 | 44    | +44       |
| Lista Nazionale Irachena (al-Qāʾima al-ʿIrāqiyya al-Wataniyya)                           | Sciiti laici filoamericani | 977.325   | 8,02  | 25    | -22       |
| Fronte Iracheno del Dialogo Nazionale (al-Jabha al-ʿIrāqiyya al-Hiwār al-Watanī)         | Sunniti baathisti          | 499.963   | 4,10  | 11    | +11       |
| Unità Islamica del Kurdistan (al-Ittihād al-Islāmī al-Kurdistānī)                        | Curdi islamici             | 157.688   | 1,29  | 5     | (1)       |
| Promotori del Messaggio (al-Risāliyyūn)                                                  | Sciiti radicali sadristi   | 145.028   | 1,19  | 2     | +2        |
| Raggruppamento di Riconciliazione e Liberazione (Kutla al-Musallaha wa al-Tahrīr)        | Sunniti                    | 129.847   | 1,07  | 3     | +2        |
| Fronte Turcomanno Iracheno (al-Jabha al-Turkmāniyya al-ʿIrāqiyya)                        | Sunniti, minoranza turca   | 87.993    | 0,72  | 1     | -2        |
| Lista del Rafidain (al-Qāʾima al-Rafidayn)                                               | Minoranze cristiane        | 47.263    | 0,39  | 1     | 0         |
| Lista del Congresso Nazionale Iracheno                                                   | Indipendente               | 33.624    | 0,28  | 0     | (2)       |
| Lista Mitāl al-Ālūsī per la Nazione Irachena                                             | Sunniti filoamericani      | 32.245    | 0,26  | 1     | +1        |
| Partito al-Wala'a Islamico (Hizb al-Walaʿa al-Islāmī)                                    | Indipendente               | 27.691    | 0,23  | 0     | 0         |
| Blocco di lana al-Ghadd (Kutla lana al-Ghadd)                                            | Indipendente               | 26.413    | 0,22  | 0     | 0         |
| Coalizione Islamica (al-Iʿitilāf al-Islāmī)                                              | Sciiti radicali            | 23.551    | 0,19  | 0     | (3)       |
| Movimento dei Yazidi per il Progresso e la Riforma                                       | Minoranza yazida           | 21.908    | 0,18  | 1     | +1        |
| Movimento dei Rivoluzionari della Rivolta di Sha'baniyya / Quartier Generale in Iraq     | Indipendente               | 18.766    | 0,15  | 0     | 0         |
| Consiglio Comune Nazionale Iracheno                                                      | Indipendente               | 17.786    | 0,15  | 0     | 0         |
| Movimento del Popolo Iracheno                                                            | Indipendente               | 17.009    | 0,14  | 0     | 0         |
| Raggruppamento dell'Unione Nazionale Irachena (Tajammuʿ al-Wahda al-Wataniyya al-ʿIrāqī) | Indipendente               | 16.062    | 0,13  | 0     | 0         |
| Quadri ed Elite Nazionali Indipendenti                                                   | Sciiti radicali, sadristi  |           | (4)   | 0     | -3        |
| Organizzazione di Azione Islamica in Iraq - Comando Centrale                             | Sciiti radicali            | 9.676     | 0,08  | 0     | -2        |
| Alleanza Nazionale Democratica - ʿAbed Faysal Ahmad                                      | Sunniti                    | 3.951     | 0,03  | 0     | -1        |
| Totale                                                                                   |                            |           |       | 275   |           |